# David Kravish
David Jeffrey Kravish (ur. 12 września 1992 w Joliet) – amerykański koszykarz, występujący na pozycjach silnego skrzydłowego oraz środkowego, obecnie zawodnik Galatasaray Nef.
31 lipca 2016 został zawodnikiem Energi Czarnych Słupsk. 4 sierpnia 2019 zawarł umowę z hiszpańską BAXI Manresa. 4 sierpnia 2020 dołączył do niemieckiego Brose Bamberg.
12 sierpnia 2021 podpisał kontrakt z tureckim Galatasaray Nef.

## Osiągnięcia
Stan na 10 października 2021, na podstawie, o ile nie zaznaczono inaczej.
NCAA
- Uczestnik turnieju NCAA (2012, 2013)
- Zaliczony do:
  - I składu:
    - pierwszoroczniaków konferencji Pac-12 (2012)
    - turnieju 2K Sports Classic (2015)

Drużynowe
- Mistrz Białorusi (2018)
- Brązowy medalista mistrzostw Finlandii (2016)
- Zdobywca Pucharu Białorusi (2018)

Indywidualne
- Najbardziej efektywny zagraniczny zawodnik roku niemieckiej ligi BBL (2021)[6]
- Zaliczony do II składu PLK (2017 według dziennikarzy)[7]
- Lider:
  - w zbiórkach:
    - VTB (2019)
    - ligi niemieckiej (2021)

  - PLK w skuteczności rzutów z gry (2017)[8]